# Тайожно-Михайловка
Тайо́жно-Миха́йловка (рос. Таёжно-Михайловка) — село у складі Маріїнського округу Кемеровської області, Росія.

## Населення
Населення — 335 осіб (2010; 447 у 2002).
Національний склад (станом на 2002 рік):
- росіяни — 96 %